# Naturschutzgebiet Borghorster Elblandschaft
Das Naturschutzgebiet Borghorster Elblandschaft ist ein Naturschutzgebiet im Hamburger Bezirk Bergedorf und deckungsgleich mit dem gleichnamigen FFH-Gebiet. Das Naturschutzgebiet erhielt am 19. September 2000 seinen Schutzstatus.

## Umfang

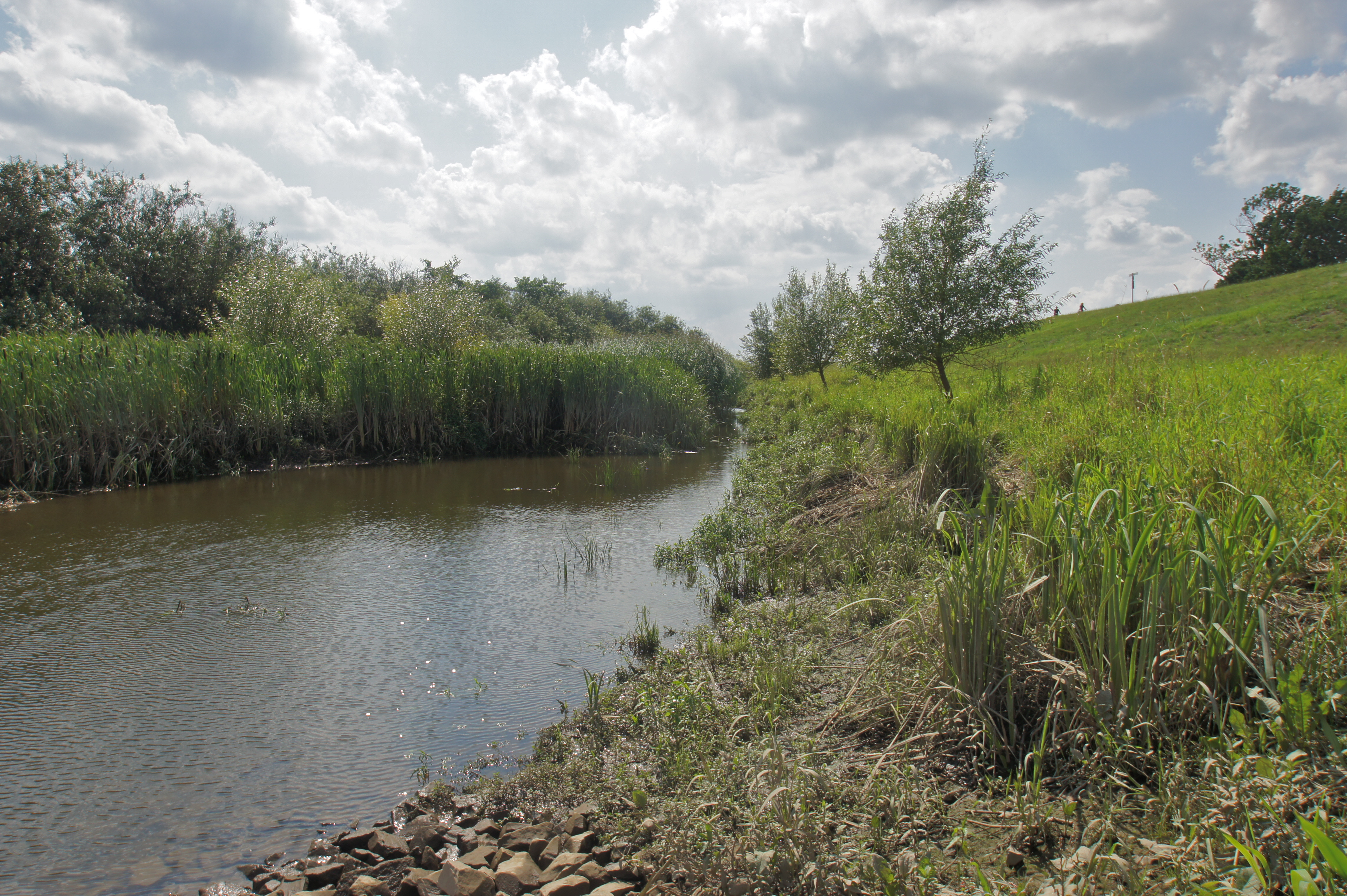
Die Schlinz oder Schlenze, ein Priel in den Altengammer Elbwiesen

Das Naturschutzgebiet ist insgesamt 226 Hektar groß und besteht aus drei Teilflächen.
Die Borghorster Dünen und Elbwiesen mit 135 Hektar liegen nördlich der Straße Am Kringel. Die Landschaft besteht hauptsächlich aus Binnendünen, einem Kiefernwald und Feuchtwiesen.
Die Altengammer Elbwiesen mit 65 Hektar liegen südlich der Straße Am Kringel und werden daher auch Kringelwiesen genannt. Sie bestehen aus verschiedenen Wiesenarten, wie Feucht- und Frischwiese sowie Magerrasen und dem FFH-Lebensraumtyp Brenndoldenwiese.
Das Borghorster Brack ist eine 26 Hektar große, durch einen Deichbruch entstandene Auskolkung. Es bietet mehreren nach Fauna-Flora-Habitat-Richtlinie geschützten Arten Lebensraum.
In Schleswig-Holstein setzt sich die Landschaft im Gebiet der Stadt Geesthacht mit dem Naturschutzgebiet Besenhorster Sandberge und Elbsandwiesen, seit 1993 unter Naturschutz, fort.

## Flora und Fauna
Die Gebiete umfassen Süßwasser-Tide-Röhrichte, einen Tide-Auwald, Auwiesen, Bracks und Binnendünen, Heidelandschaft und Trockenrasen.
Im Naturschutzgebiet wachsen über 360 Pflanzenarten, 89 davon stehen auf der Hamburger Roten Liste. Darunter sind die Brenndolde, ein Farn mit dem Namen Natternzunge und der distelähnliche Doldenblütler Feld-Mannstreu.
Auch sind dort bereits jetzt 70 Nachtfalter- und 21 Heuschreckenarten sowie viele seltene Vögel anzutreffen.

## EU-Life-Projekt Borghorster Elbwiesen
Wegen der teilweisen Zuschüttung des Mühlenberger Loches zur Erweiterung des Airbus-Werkes in Finkenwerder plant die Stadt Hamburg zusammen mit dem Land Schleswig-Holstein seit April 2002 als ökologischen Ausgleich die tidenabhängige Wiedervernässung der Borghorster Elbwiesen auf einer Fläche von ungefähr 40 bis 90 Hektar.
Dazu soll der um 1970 zum Schutz des Landes gebaute Leitdamm an der Elbe auf circa 80 Metern Länge wieder geöffnet werden. So könnte bei Sturmflut und Hochwasser das Wasser der Elbe bis in die Besenhorster Sandberge laufen.
Der Eingriff in die bestehende Landschaft und in den Hochwasserschutz ist bei Anrainern nicht unumstritten. Sie befürchten einen Anstieg des Grundwasserspiegels.
Auch die Stadt Geesthacht lehnt das Projekt ab.
Der Naturschutzbund Deutschland erklärte am 10. März 2009, das Projekt zu befürworten, weil es Lebensraum für besondere Fauna und Flora schaffe und die neue Überschwemmungsfläche dem Hochwasserschutz diene.